# Триплатинапентакальций
Триплатинапентакальций — интерметаллид платины и кальция состава Ca5Pt3.
Получают прямой реакцией стехиометрических количеств чистых веществ, взятых в виде спрессованного порошка, в атмосфере аргона в герметичном молибденовом тигле при 950°C:
{\displaystyle {\mathsf {3Pt+5Ca\ {\xrightarrow {950^{o}C}}\ Ca_{5}Pt_{3}}}}
Кристаллизуется в тетрагональной сингонии, пространственная группа I 4/mcm, параметры ячейки a = 1,1563 нм, c = 0,5753 нм, Z = 4, структура типа трисилицида пентавольфрама W5Si3.
Соединение образуется по перитектической реакции при температуре 950°С .